# محاباة الأصدقاء
محاباة الأصدقاء (بالإنكليزية Cronyism) هي ممارسة التحيز في منح الوظائف والمزايا الأخرى للأصدقاء وأقارب العائلة أو الزملاء الموثوق بهم لا سيما في السياسة وبين السياسيين والمنظمات الداعمة. على سبيل المثال، يتضمن هذا تعيين أصدقاء أو معارف في مواقع السلطة بغض النظر عن مؤهلاتهم.
تحصل محاباة الأصدقاء (أو محسوبية الأصدقاء) عندما يكون الشخص المعيِّن والمستفيد مثل الشخص المعيَّن على تواصل اجتماعي أو عملي. في كثيرٍ من الأحيان، يحتاج المعيِّن إلى دعم في اقتراحه أو وظيفته أو مكانته، ولهذا السبب يؤهل المعيِّن الأفراد الذين لن يحاولوا إضعاف مقترحاته أو التصويت ضد القضايا أو التعبير عن وجهات نظر مخالفة لوجهات نظره.
من الناحية السياسية، تُستخدم هذه المحاباة بشكلٍ مقنع للتعبير عن بيع وشراء الأشياء التفضيلية مثل الأصوات في الهيئات التشريعية كأنها تفضل المنظمات وتقدم سفراء مرغوبين إلى أماكن غريبة.

## علم أصل الكلمة
ظهرت كلمة "crony" لأول مرة في القرن السابع عشر في لندن وفقًا لقاموس أكسفورد الإنكليزي، ويُعتقد أنها مشتقة من الكلمة اليونانية chronios)) بمعنى المدى الطويل. إن المصدر الأقل احتمالًا والذي لم يُستشهد به بعد هو المصطلح الأيرلندي المفترض (Comh-Roghna) والذي يترجم بالأصدقاء المتقاربين أو أصدقاء مشتركين.

## المفهوم
يُعد المسؤولون الحكوميون عرضة بشكلٍ خاص لاتهامات محاباة الأصدقاء لأنهم ينفقون أموال دافعي الضرائب. تُشجّيع العديد من الحكومات الديمقراطية على ممارسة الشفافية الإدارية في المحاسبة والتعاقد. ومع ذلك، لا يوجد تحديد واضح في كثير من الأحيان عندما يكون التعيين في مكتب الحكومة هو محسوبية للأصدقاء.
إنه ليس من غير المألوف أن يحيط سياسيٌ ما نفسه بأشخاصٍ ذوي مؤهلات عالية وأن يطور صداقاتٍ اجتماعيةٍ أو تجاريةٍ أو سياسية تؤدي إلى الإتفاق في مكتب الأصدقاء ومثل ذلك في منح العقود الحكومية. في الواقع، إن مَشورة هؤلاء الأصدقاء هي السبب في حصول صاحب المنصب بنجاح على مركزه القوي، لذلك عادةً ما يكون الإحساس بالمحسوبية أسهل من التظاهر والإثبات.
يحصل السياسيون أصحاب الأعمال التجارية والمصالح الخاصة الأخرى والنقابات والمنظمات المهنية على الأعمال المحببة في الاتفاقيات السياسية خاصةً من خلال المكافآت المنطقية والمربحة للسياسي لإلقاء الخطب أو عن طريق التبرعات القانونية للحملة الانتخابية أو إلى الحزب السياسي.
توجد المحاباة في القطاع الخاص في المنظمات وغالباً ما يطلق عليها «نادي الأولاد القدامى» أو «الدائرة الذهبية»، ومرةً أخرى من الصعب تحديد الحدود بين المحاباة وما يسمى التشابك.
علاوةً على ذلك، تصف المحاباة العلاقات القائمة بين المعارف المتبادلة في المنظمات الخاصة حيث يتم تبادل الأعمال والمعلومات التجارية والتفاعل الاجتماعي بين الموظفين المؤثرين. يُطلق على هذا التبادل اسم المحاباة الرأسمالية، وهي خرق أخلاقي لمبادئ اقتصاد السوق. تُعتبر الرأسمالية المحسوبية في الاقتصاد المتقدم مخالفة لقوانين السوق.
نظراً لطبيعة المحاباة الرأسمالية، إن ممارسات الأعمال غير الشريفة هذه كثيراً ما تكون موجودة (لكن ليس حصراً) في مجتمعات ذات أنظمة قانونية غير فعّالة، وبالتالي هناك زخم على الجانب التشريعي للحكومة لضمان تنفيذ الشق القانوني القادر على إصلاح ومعالجة تلاعب الحزب الخاص بالاقتصاد من قبل رجال الأعمال المعنيين ومقربيهم الحكوميين.
يدفع المجتمع التكاليف الاقتصادية والاجتماعية لمحاباة الأصدقاء. تتجلى هذه التكاليف على شكل انخفاض فرص العمل لغالبية السكان وانخفاض المنافسة في السوق وتضخّم أسعار السلع الإستهلاكية وانخفاض الأداء الاقتصادي ودورات الاستثمار في الأعمال غير الفعالة وخفض الحوافز في المنظمات المتضررة وأخيرًا تقلّص نشاط الإنتاجية الاقتصادية.
تظهر التكلفة العملية للمحاباة في ضعف إتقان المشاريع المجتمعية العامة والخاصة. تديم محاباة الأصدقاء نفسها ومن ثم تولد ثقافة المحاباة. لا يمكن القبض على هذا إلا بنص قانوني شامل وفعال يُفرض مع وجود هيئات حكومية مخولة يمكن أن تؤدي إلى الإدّعاءات في المحاكم.
تعتبر جميع التعيينات التي يشتبه في كونها محاباة كموضع خلاف. يجوز للطرف المعين اختيار إما التعبير عن الانزعاج أو تجاهله حيث يتوقف هذا على مستوى حرية التعبير لدى المجتمع والحرية الشخصية الفردية.
إن بعض حالات محاباة الأصدقاء شفافة بسهولة، أما بالنسبة للآخرين فلا بد من الإدراك المتأخّر لوجوب تقييم مؤهلات محاباة الأصدقاء المزعومة.